# Korniss Dezső
Korniss Dezső (Beszterce, 1908. december 1. – Budapest, 1984. augusztus 17.) magyar festő, főiskolai tanár, az Európai Iskola tagja, grafikus, iparművész, plakát-, báb- és díszlettervező, filmrendező, a magyarországi neoavantgárd törekvések (szürrealizmus, nonfiguratív művészet) jeles képviselője.

## Életpályája

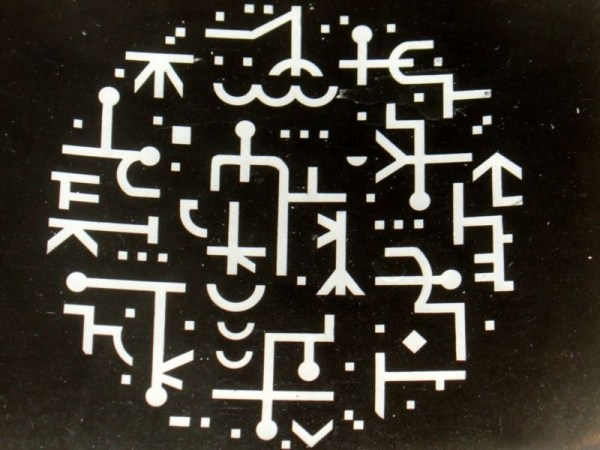
Az Eszperantó kút medencéjének alját Korniss Dezső kalligrafikus jelekkel díszítette (1967)

1923-25 között Podolini-Volkmann Artúr magániskolájában tanult, majd 1925-29 közt a Képzőművészeti Főiskolán folytatta tanulmányait. Jeles mesterei voltak Csók István és Vaszary János. 1930-31-ben tanulmányúton volt Párizsban, Brüsszelben és Amszterdamban.
A II. világháború idején behívták katonának, hadifogságba esett, onnan 1945-ben szabadult, tagja lett az Európai iskolának, ami 1948-ban megszűnt. 1945-1948-ig taníthatott a Képművészeti Főiskolán, 1949-től belső emigrációban élt és alkotott.

## Művészete
Magyarországon Budapesten dolgozott és Vajda Lajossal Szentendrén. Kettejük munkássága, s a többi modern stílusirányokban tájékozódó szentendrei festő nagy hatással volt a Szentendrei művésztelep munkájára, egyáltalán a Szentendrén alkotó fiatal festőkre. A hazai neoavantgárd törekvések termékeny képviselője volt, már 1926-tól számos hazai és külföldi tárlaton szerepelt. Vajda Lajossal közösen a magyar népművészeti motívumok festői metamorfózisával alakította ki sajátos szürreális és non-figuratív művészetét, a festészet vonalán mintegy Bartók Béla nyomdokain járt. A modern művészet megteremtéséhez a népi hagyományokból merített.
1945-ben kezdte el több száz lapból álló Illuminációk c. monotípia-sorozatát, amelyet Rimbaud költészete ihletett. Idősebb korában a kínai kalligráfia gazdag motívumvilágát is bevonta művészetébe, merített a hagyományos kínai festészetből is, jelzik ezeket például Kalligráfia (év nélkül), Fuvolázó I. (1950), Artisták (1950), Plasztikus kalligráfia (1961) c. alkotásai. Nemcsak modern, hanem gyakran igen dekoratív is volt a művészete, a színek egyre inkább struktúraszervezővé váltak festészetében.  Köztéri, épületdíszítői munkái is jelentősek, például Mozaikoszlop (1959, Budapest, Royal szálló), Eszperantó kút (1967, Budapest, Rácfürdő), e csorgó kút medencéjének alját kalligrafikus jelekkel díszítette, külön kiemeltük e köztéri alkotás ezen díszítését, de a sima nyári felvételen is jól látszanak. 1963 és 1968 között érdeklődése a kollázs és az animációs film felé fordult. Kovásznai Györggyel közösen nyolc animációs filmet készített a Pannónia Filmstúdióban.
Képeit őrzi a Magyar Nemzeti Galéria, s jeles vidéki múzeumok, köztük a szentendrei Vajda Lajos Emlékmúzeum a Szentendrén is festő Európa-társasági tagok képeivel együtt. Számos alkotása magángyűjteményekben van. A Magyar Nemzeti Galéria 1980-ban rendezett műveiből gyűjteményes retrospektív kiállítást.

## Emlékezete
- Születésének 100. évfordulója alkalmából, 2008. szeptember 13. – 2008. november 16. között, Szentendrén rendeztek műveiből gyűjteményes kiállítást.

## Művei (válogatás)

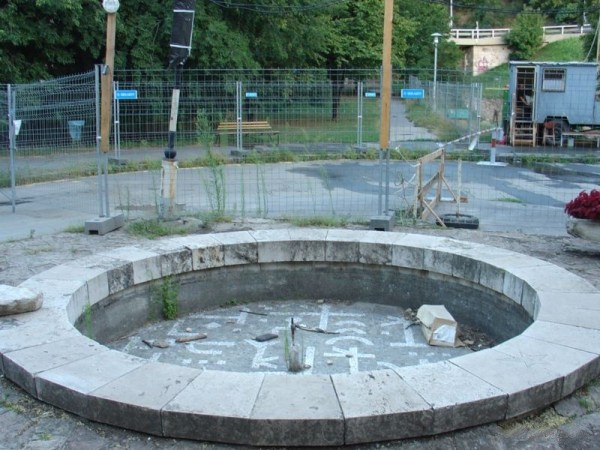
Korniss Dezső:
Eszperantó kút nyáron, 1967, Budapest, a Rác fürdőnél

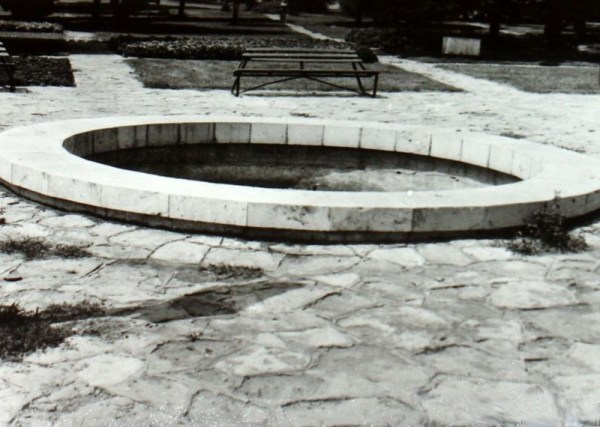
Korniss csorgó kútja télen

- Holland táj (1923) (akvarell, papír, 133 x 168 mm; magántulajdonban)
- Női fej (1926 körül) (pasztell, papír, 29 x 25 cm; magántulajdonban)
- Balra néző fej (1928) (pasztell, papír, 54,5 x 43 cm; magántulajdonban)
- Konstrukció : három négyzet (1928) (olaj, vászon, falemez, 39,5 x 35,5 cm; magántulajdonban)
- Szakállas önarckép (1930) (olaj, vászon, 27 x 21,3 cm; magántulajdonban)
- Narancs női fej (1932) (olaj, papír, 69 x 41 cm; magántulajdonban)
- Fej (1933) (olaj, vászon, 28 x 23 cm; magántulajdonban)
- Madaras fiú : Szentendre (1934) (pasztell, papír, 45 x 31,5 cm; magántulajdonban)
- Csendélet tányérral és hagymával (1934) (pasztell, papír, 41,5 x 38 cm; magántulajdonban)
- Szentendrei részlet (1934 körül) (olaj, vászon, 35,5 x 50,3 cm; MNG)
- Szentendrei motívum IV. (1935) (olaj, vászon, 90 x 45 cm; magántulajdonban)
- Szentendre (1935 körül) (olaj, vászon, 74 x 100,5 cm; magántulajdonban)
- Vörös csendélet (1935 körül) (vegyes technika, papír, 61 x 43,5 cm; magántulajdonban)
- Szentendrei asszony (1936) (pasztell, papír, 38,8 x 31 cm; Deák Gyűjtemény – Városi Képtár, Székesfehérvár)
- Csendélet petróleumlámpával és hegedűvel II. (1937) (olaj, vászon, 142 x 95 cm; magántulajdonban)
- Szentendrei utca (1939) (olaj, papír, 22 x 32 cm; Ferenczy Múzeum, Szentendre)
- Bagolyfej (1944) (olaj, papír, 24 x 19 cm; magántulajdonban)
- Fejkonstrukció (1945) (olaj, vászon, 36 x 26 cm; magántulajdonban)
- Szentendre : sárkányos (1945) (olaj, vászon, 22 x 42,4 cm; magántulajdonban)
- Illumináció (1945) (monotípia, 105 x 70 mm; magántulajdonban)
- Kántálók (1946) (olaj, vászon, 60 x 85 cm; magántulajdonban)
- Unicornis (1947 (olaj, vászon, 23,3 x 17,5 cm; magántulajdonban)
- Triptychon (1947) (olaj, vászon, 41 x 75 cm; Ferenczy Múzeum, Szentendre)
- Bogárfej (1947) (olaj, vászon, falemezre ragasztva, 26 x 19 cm; magántulajdonban)
- Szentendrei motívum II. (1947-48 (olaj, vászon, 120 x 140 cm; MNG)
- Laokoon I : küzdés (1948) (olaj, vászon, 34 x 44 cm; Jáky-gyűjtemény, Budapest)
- Tücsöklakodalom (magyar "joie de vivre") (1948) (olaj, vászon, 122 x 300 cm; Ferenczy Múzeum, Szentendre)
- Küzdés (1949) (olaj, vászon, 30 x 65 cm; Ferenczy Múzeum, Szentendre)
- Kulcsos (1949 (olaj, vászon, 59,5 x 79,5 cm; magántulajdonban)
- Szentendrei kapu (1949) (olaj, vászon, 60,5 x 46 cm; magántulajdonban)
- Orvvadász (1950) (olaj, vászon, falemez, 34,8 x 21,1 cm; magántulajdonban)
- Fuvolázó I (1950) (olaj, vászon, falemez, 28 x 22 cm; magántulajdonban)
- Artisták (1950) (olaj, vászon, 25 x 25 cm; magántulajdonban)
- Női fej : Cornaro Katalin (1953) (olaj, vászon, 28,3 x 23,2 cm; magántulajdonban)
- Nő ablakban (1953) (olaj, vászon, 65 x 50 cm; magántulajdonban)
- Meglesett misztérium (1953) (kollázs, 25,8 x 25 cm; magántulajdonban)
- Vörös-fekete kalligráfia : írásos (1959) (zománc, papír, 80 x 60 cm; magántulajdonban)
- Plasztikus kalligráfia( 1961) (olaj, homok, vászon, 30 x 20 cm; magántulajdonban)
- Pásztorok (1968) (olaj, vászon, 50 x 35 cm; Hatvany Lajos Múzeum, Hatvan)
- Szűrmotívum II (1972-73 (olaj, vászon, 40 x 30 cm; magántulajdonban)
- Horizontális- vertikális X (1976) (olaj, vászon, 70 x 60 cm; magántulajdonban)
- Rablók III (1977) (olaj, vászon, 30 x 30 cm; magántulajdonban)
- Fej (Év nélkül) (olaj, papír, 48,5 x 41 cm; Ferenczy Múzeum, Szentendre)
- Kalligráfia (év nélkül) (zománc, papír, 645 x 486 mm; Ferenczy Múzeum, Szentendre)

## Társasági tagság
- Európai iskola

## Kitüntetés
- Érdemes művész (1978)